# Власта (готель)
«Вла́ста» — двозірковий готель у Львові, (повна назва — Державне підприємство Міністерства оборони України Готель «Власта»). Розташований за кілометр від історичної частини міста, перед стадіоном СКА, за адресою вул. Клепарівська, 30.

## Історія
12-поверхову будівлю готелю «Власта» спорудили в 1976 році (архітектори Олександр Гукович та Алла Сімбірцева).
На початку 1990-х готель було перейменовано (колишня назва «Росія»).
У 2021 році Міністерство оборони України заявило про намір продати готель.

## Опис
Готель у будівлі займає 9 поверхів (кілька поверхів займають гуртожитки військовослужбовців) і має 157 номерів на 289 місць, з яких: 25 — одномісних, 115 — двомісних, 17 — багатокімнатних на 3-4 місця.
Холодна вода постійно, гаряча за графіком. У готелі є два бари, ресторан на 170 місць, перукарня, пральня, конференц-зал на 80 місць, платна автостоянка, що охороняється.